# Травневое (Кривой Рог)
Травневое (имени Жданова, Жданово, укр. Травневе) — исторический район, жилой массив в Долгинцевском районе города Кривой Рог Днепропетровской области Украины.

## История
Заложен в начале XX века как посёлок железнодорожников. Застройка велась хаотично, существовали землянки и бараки. С 1930-х годов называлось именем А. А. Жданова.
Развитие получил в конце 1940—1970-х годах.
В феврале 1991 года получил современное название.

## Характеристика
На севере граничит с районом Незалежное, на юге — с Южным водохранилищем.
Имеет 4 улицы, состоящие из 73 частных домов, где проживает 203 человека.